# Kántor István
Kántor István (Sárospatak, 1969. június 9. –) magyar filmrendező, producer.
1994-től 2006-ig szerkesztő, később rendező a Magyar Televíziónál, majd a Duna Televíziónál. 2007 óta független filmrendező, producer. Ismeretterjesztő, illetve kisjátékfilmjeiben főként irodalommal, képzőművészettel, kultúrtörténettel foglalkozik, amelyek leginkább az MTVA csatornáin láthatóak. Alkotó tevékenysége mellett 2014. óta tagja a Kölcsey Társaság elnökségének, illetve tanácsadó testületének. Munkássága elismeréseként 2019-ben a Tokaji Írótábor Hordó-díját vehette át a Magyar Írószövetség elnökétől.

## Jelentősebb filmjei
- Prófétának hívták (Demeter István r.k. pap, festőművész)
- A gömbök festője (Urbán György I.)
- Egy ágyon, egy kenyéren (Portré Ratkó József költő, drámaíróról)
- A Kölcsey Társaság
- Biharból szól a lélek (Szabó Pál portré)
- Ad Gloriam Dei (Ozsvári Csaba ötvösművész)
- Látvány és vízió (Urbán György II.)
- Lelkiség és szellemiség
- Szatmári ízeink
- Tokaj szőlővesszein (a tokaji bor kultúrhistóriája)
- A tokaji színek költője: portré Tenkács Tibor festőművészről
- „Hozz rá víg esztendőt” A Himnusz képekben
- Kölcsey és Szatmár
- Deákvilág Patakon